# Heterophrynus elaphus
Heterophrynus elaphus är en spindeldjursart som beskrevs av Pocock 1903. Heterophrynus elaphus ingår i släktet Heterophrynus och familjen Phrynidae. Inga underarter finns listade i Catalogue of Life.